# Brąszewice (plaats)
Brąszewice is een dorp in het Poolse woiwodschap Łódź, in het district Sieradzki. De plaats maakt deel uit van de gemeente Brąszewice en telt 1 100 inwoners.